# Premis Ondas 2019
Els Premis Ondas 2019 van ser la seixanta-sisena edició dels Premis Ondas, atorgats el 16 d'octubre de 2019. Es van presentar més de 450 candidatures de 26 països d'arreu del món. L'entrega es va celebrar el 14 de novembre de 2019, al matí amb la tradicional recepció dels guardonats al Palauet Albéniz on foren rebuts pel tinent d'alcalde de Barcelona Jaume Collboni, en absència de l'alcaldessa Ada Colau, de viatge a Sud-àfrica; el tinent d'alcalde de Cultura Joan Subirats i el regidor Manuel Valls, entre d'altres. Al vespre es va celebrar una gala al Gran Teatre del Liceu presentada per Juan Carlos Ortega i amenitzada amb les actuacions de Vanesa Martín i Ainhoa Arteta. Rosalia no hi va poder assistir perquè era als Estats Units recollint els Grammys llatins. També es va atorgar un premi pòstum al cantant alcoià Camilo Sesto.

## Premis Ondas Internacionals de Ràdio
- Premi Ondas Internacional de Ràdio: Un temps de cochon de RTS 1 ( Suïssa).[5]
- Menció Especial del Jurat: Rascasse, le vieux marin ( Bèlgica).

## Premis Ondas Internacionals de Televisió
- Premi Ondas Internacional de Televisió: Švédi z Osady ( Eslovàquia).
- Menció Especial del Jurat: Eden d' Arte.

## Premis Ondas Nacionals de Ràdio
- Millor programa: Hoy por Hoy de Pepa Bueno de la Cadena SER.
- Millor programació especial: Más de uno - Especial Dia de la Ràdio de Carlos Alsina Álvarez (Onda Cero)
- Millor idea radiofònica: Nadie Sabe Nada, d'Andreu Buenafuente i Berto Romero de la Cadena SER.
- Premi a la trajectòria: Carlos Herrera de COPE.
- Millor podcast: Woodstock – 50 años del festival que cambió el mundo (Rock FM).

## Premis Ondas Nacionals de Televisió
- Millor programa d'entreteniment: Las Resistencia de #0.
- Mejor programa de actualidad: Salvados de LaSexta. Entrevistes a Nicolás Maduro i al Papa Francesc (La Sexta).
- Millor presentador: Carlos Franganillo per Telediario de La 1.
- Millor presentadora (ex aequo): Alejandra Andrade (Cuatro) i Paloma del Río (RTVE).
- Millor sèrie espanyola (ex aequo): Hierro de Movistar+ i Arde Madrid de Movistar+.
- Millor intèrpret masculí en ficció nacional: Miguel Ángel Silvestre per En el corredor de la muerte de Movistar+.
- Millor intèrpret femení en ficció nacional: Candela Peña per Hierro de Movistar+.
- Millor programa emès per emissores o cadenes no nacionals: Tierra y Mar (Canal Sur)
- Millor contingut o plataforma d'emissió digital: Boca Norte (Playz-RTVE)

## Premis Ondas de Música
- Premi Nacional de música a la trajectòria: Camilo Sesto.
- Espectacle musical, gira o festival: (ex aequo) a Sonorama Ribera, La Mar de Músicas i Concert Music Festival.
- Millor comunicació musical: Vanesa Martín.
- Fenomen musical de l'any: Rosalía.

## Premis Ondas Nacionals de Publicitat a Ràdio
- Millor campanya de publicitat en ràdio: Ruiditos (El Corte Inglés)
- Millor agència de ràdio: Sra Rushmore S.A.